# Štefan Feczko
Štefan Feczko (22. srpna 1891 Sabinov[zdroj?] – ???) byl slovenský a československý politik a meziválečný poslanec Národního shromáždění za Československou sociálně demokratickou stranu dělnickou.

## Biografie
Podle údajů k roku 1920 byl profesí zedníkem v Sabinově.
V parlamentních volbách v roce 1920 získal za Československou sociálně demokratickou stranu dělnickou mandát v Národním shromáždění. Mandát ale pozbyl ještě během roku 1920, protože nebyl řádně ověřen volebním soudem, protože ke dni volby nedosáhl předepsaného věku 30 let. Na poslanecký post místo něj nastoupil Robert Kunst.